# Defence for Children International
Defence for Children International (DCI) is een internationale wereldwijde onafhankelijke niet-gouvernementele organisatie (NGO) met 42 internationale secties in vier werelddelen die opkomt voor rechten van kinderen. DCI heeft als mandaat dat het zich ervan verzekert dat de V.N.Conventie, het Verdrag inzake de Rechten van het Kind (UNCRC) effectief geïmplementeerd wordt op plaatselijk, nationaal en internationaal niveau.
Door onderzoek, voorlichting, belangenbehartiging, actie en rechtshulp verdedigt DCI de rechten van kinderen en stelt schendingen daarvan aan de kaak. 
Het internationaal secretariaat zit in Genève in Zwitserland.
DCI heeft een raadgevende status bij de Economische en Sociale Raad van de V.N.(ECOSOC). De organisatie geeft jaarlijkse rapporten uit. 

## Werkgebieden van Defence for Children International
- Kinderen te midden van een gewapend conflict. Het V.N.-bureau (SRSG CAAC) vermeldt dat er zo'n 250 miljoen kinderen leven in landen met conflicten. Op 25 mei 2000 is hiervoor een optioneel protocol en zijn ook andere internationale richtlijnen aangenomen en geautoriseerd.[1]
- Kinderen onderweg. Meer dan 34,7 miljoen kinderen zijn 'on the move': migrantenkinderen, vluchtelingen, asielzoekers, intern-ontheemde kinderen, stateloze kinderen en kinderen met wie handel wordt gedreven.[2]
- Geweld tegen kinderen. DCI is bij internationaal en regionaal betrokken bij het uitbannen van geweld waarmee jaarlijks 1 miljard kinderen mee te maken heeft.[3]
- Kinderen, beroofd van hun vrijheid. De belangrijkste reden dat kinderen van hun vrijheid worden beroofd is een gebrek aan adequate hulp aan families, verzorgers, en maatschappelijke zorg en begeleiding gedurende de ontwikkeling van een kind.[4]

In 2003 ontving de organisatie de Geuzenpenning.

## Nederland
Defence for Children International Nederland houdt zich in het bijzonder bezig met de kernthema's: voorlichting over kinderrechten in het algemeen, vreemdelingenbeleid en kinderrechten, mishandeling en uitbuiting van kinderen en kinderen in conflict met de wet (kinderstrafrecht, kinderen in gevangenissen, herstelrecht, rechtshulp).

## Defence for Children International-Palestine
In 1991 is de onafhankelijke organisatie Defence for Children International-Palestine (DCIP) opgericht, die de mensenrechten van de Palestijnse kinderen op de Westelijke Jordaanoever, zoals in Oost-Jeruzalem en in de Gazastrook steunt en beschermt. 